# Giải Oscar lần thứ 77
Giải Oscar lần thứ 77 vinh danh những phim được sản xuất trong năm 2004 diễn ra vào ngày 27 tháng 2 năm 2005 tại nhà hát Kodak, Hollywood, Los Angeles, California, Hoa Kỳ. Người dẫn chương trình của lễ trao giải là diễn viên hài Chris Rock.
Các đề cử được công bố vào ngày 25 tháng 1 năm 2005. Dẫn đầu là phim The Aviator của đạo diễn Martin Scorsese khi được đề cử tới 11 giải thưởng trong đó có phim hay nhất, đạo diễn xuất sắc nhất và nam diễn viên xuất sắc nhất. Finding Neverland của đạo diễn Marc Forster và Cô gái triệu đô của đạo diễn Clint Eastwood mỗi phim chia nhau 7 đề cử.

## Giải thưởng

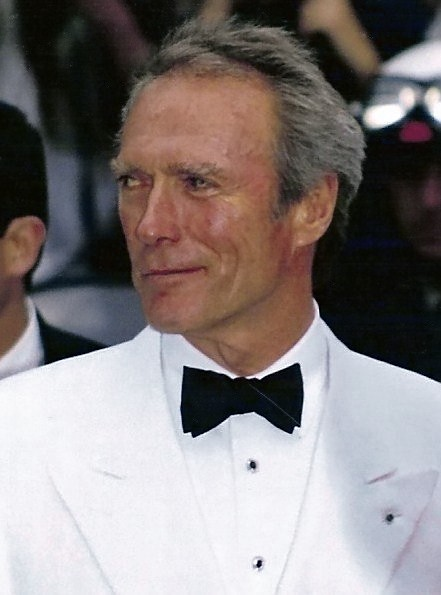
Clint Eastwood, Đạo diễn xuất sắc nhất

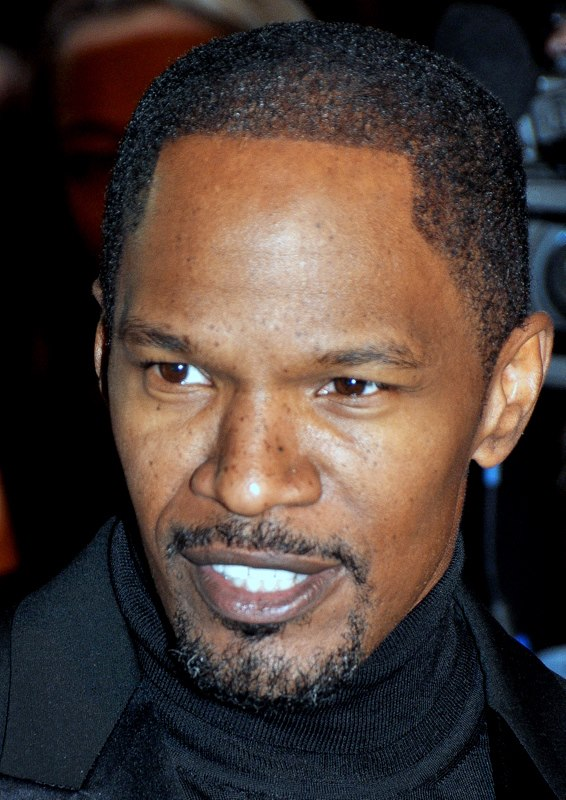
Jamie Foxx, Nam diễn viên chính xuất sắc nhất

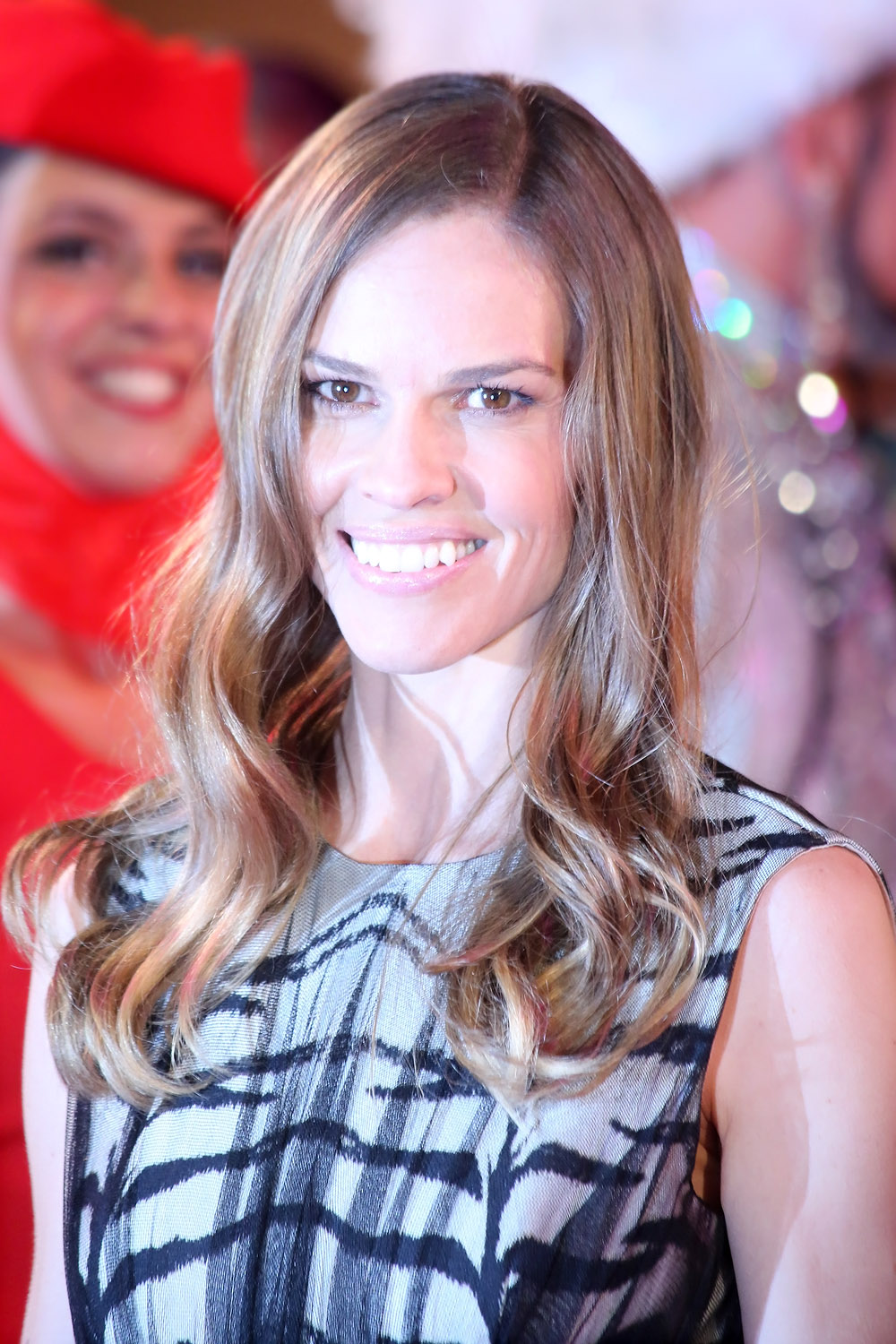
Hilary Swank, Nữ diễn viên chính xuất sắc nhất

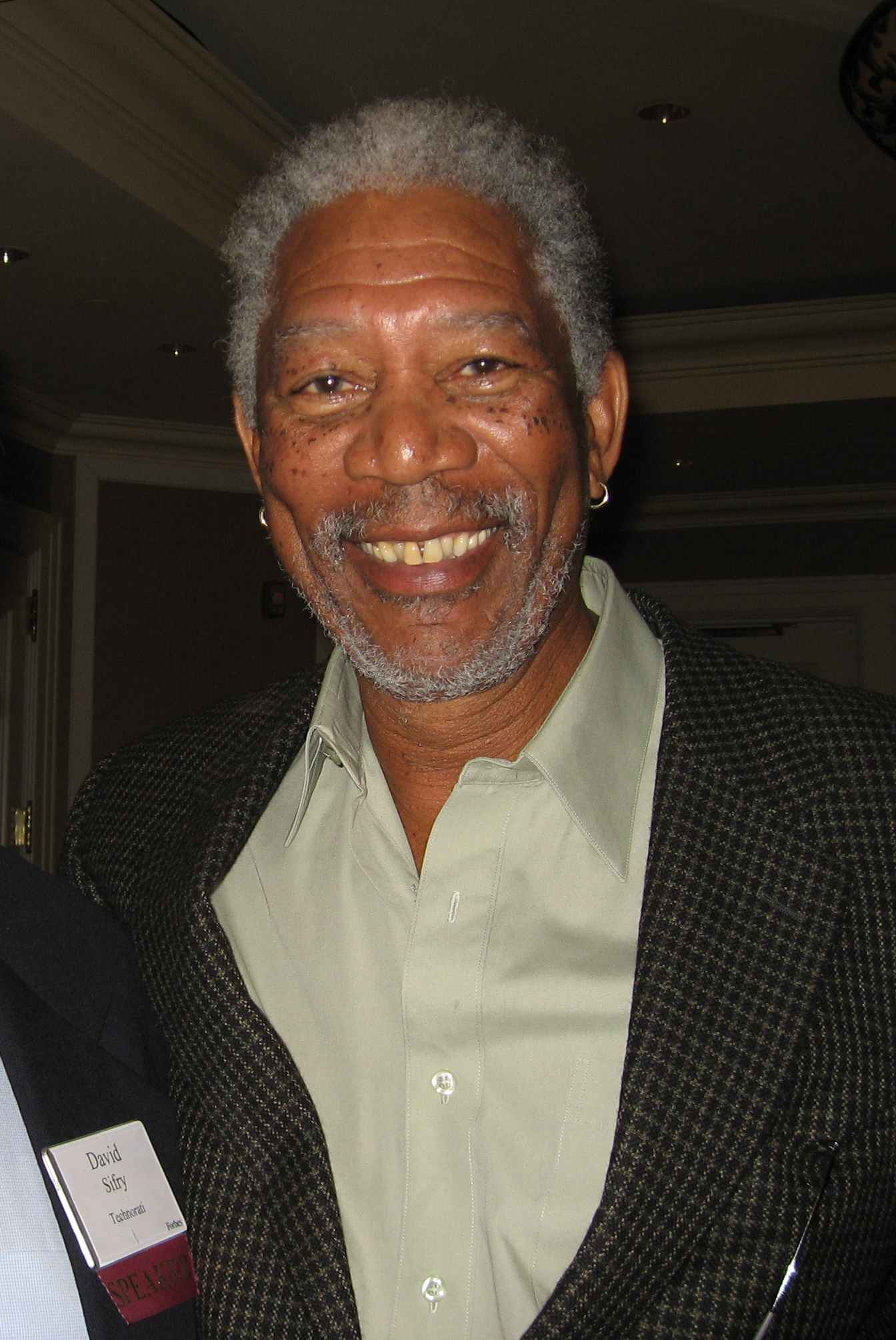
Morgan Freeman, Nam diễn viên phụ xuất sắc nhất

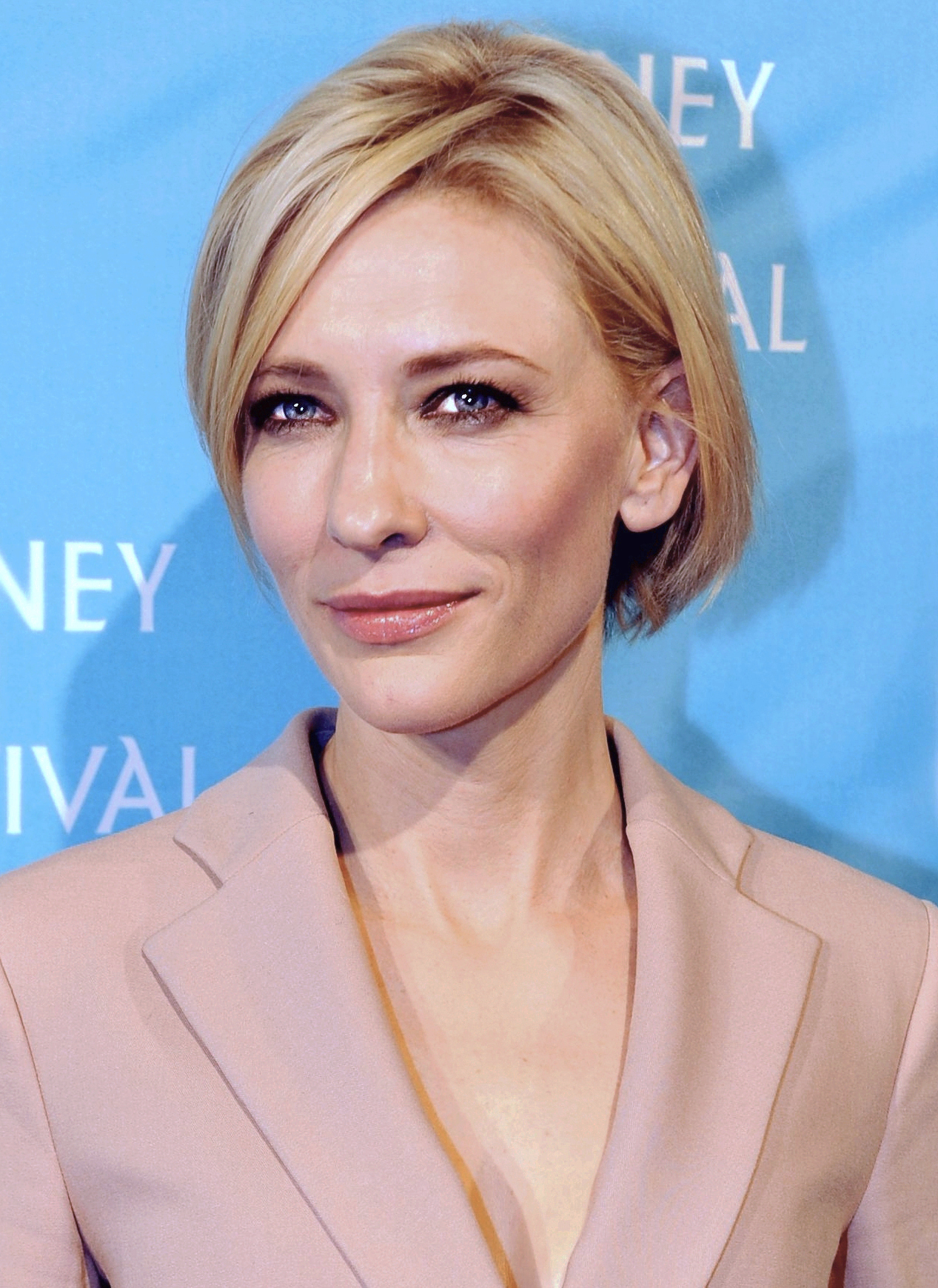
Cate Blanchett, Nữ diễn viên phụ xuất sắc nhất

Nữ diễn viên Hilary Swank dành giải Oscar cho vai chính thứ hai của sự nghiệp, Annette Bening là người cùng được đề cử với Hilary nhưng trong cả hai lần được đề cử Hilary đều là người chiến thắng (lần đầu tiên là Oscar 1999). Clint Eastwood người chiến thắng giải đạo diễn xuất sắc nhất lớn tuổi nhất ở tuổi 74. Đây cũng là năm thứ 2 liên tiếp ông nhận được đề cử cho giải đạo diễn xuất sắc nhất.
The Aviator giành được nhiều giải thưởng nhát (5 giải) nhưng không bao gồm giải phim hay nhất, điều này được lặp lại tại Oscar 2013. Cate Blanchett giành giải nữ diễn viên phụ xuất sắc nhất cho vai diễn huyền thoại điện ảnh Katharine Hepburn, đây là lần đầu tiên trong lịch sử giải một diễn viên dành giải Oscar vì nhân vật cũng từng đoạt giải Oscar.
Phim và người chiến thắng nằm ở vị trí đầu tiên trong danh sách và được im đậm.
| Phim hay nhất | Đạo diễn xuất sắc nhất |
| --- | --- |
| - Cô gái triệu đô - Clint Eastwood, Albert S. Ruddy, Tom Rosenberg - The Aviator - Graham King, Michael Mann - Finding Neverland - Richard N. Gladstein, Nellie Bellflower - Ray - Taylor Hackford, Howard Baldwin, Stuart Benjamin - Sideways - Michael London                                        | - Clint Eastwood – Cô gái triệu đô - Taylor Hackford – Ray - Mike Leigh – Vera Drake - Alexander Payne – Sideways - Martin Scorsese – The Aviator |
| Nam diễn viên chính xuất sắc nhất | Nữ diễn viên chính xuất sắc nhất |
| - Jamie Foxx – Ray trong vai Ray Charles - Don Cheadle – Hotel Rwanda trong vai Paul Rusesabagina - Johnny Depp – Finding Neverland trong vai J.M. Barrie - Leonardo DiCaprio – The Aviator trong vai Howard Hughes - Clint Eastwood – Cô gái triệu đô trong vai Frankie Dunn                          | - Hilary Swank – Cô gái triệu đô trong vai Margaret "Maggie" Fitzgerald - Annette Bening – Being Julia trong vai Julia Lambert - Catalina Sandino Moreno – Maria Full of Grace trong vai María Álvarez - Imelda Staunton – Vera Drake trong vai Vera Drake - Kate Winslet – Eternal Sunshine of the Spotless Mind trong vai Clementine Kruczynski |
| Nam diễn viên phụ xuất sắc nhất | Nữ diễn viên phụ xuất sắc nhất |
| - Morgan Freeman – Cô gái triệu đô trong vai Eddie "Scrap-Iron" Dupris - Alan Alda – The Aviator trong vai Owen Brewster - Thomas Haden Church – Sideways trong vai Jack Cole - Jamie Foxx – Collateral trong vai Max Durocher - Clive Owen – Closer trong vai Larry Gray                              | - Cate Blanchett – The Aviator trong vai Katharine Hepburn - Laura Linney – Kinsey trong vai Clara McMillen - Virginia Madsen – Sideways trong vai Maya Randall - Sophie Okonedo – Hotel Rwanda trong vai Tatiana Rusesabagina - Natalie Portman – Closer trong vai Alice Ayres/Jane Jones |
| Kịch bản gốc xuất sắc nhất | Kịch bản chuyển thể xuất sắc nhất |
| - Eternal Sunshine of the Spotless Mind – Charlie Kaufman, Michel Gondry và Pierre Bismuth - The Aviator – John Logan - Hotel Rwanda – Terry George và Keir Pearson - The Incredibles – Brad Bird - Vera Drake – Mike Leigh                                                                            | - Sideways – Alexander Payne và Jim Taylor - Cô gái triệu đô – Paul Haggis - Finding Neverland – David Magee - The Motorcycle Diaries – José Rivera - Before Sunset – Ethan Hawke, Richard Linklater, Julie Delpy và Kim Krizan |
| Phim hoạt hình hay nhất | Phim ngoại ngữ hay nhất |
| - The Incredibles - Shark Tale - Shrek 2 | - The Sea Inside bằng tiếng Tây Ban Nha, tiếng Galicia và tiếng Catala - The Chorus bằng tiếng Pháp - Downfall bằng tiếng Đức và tiếng Nga - Yesterday bằng tiếng Zulu - As It Is In Heaven bằng tiếng Thụy Điển và tiếng Anh |
| Phim tài liệu xuất sắc nhất | Phim tài liệu ngắn xuất sắc nhất |
| - Born Into Brothels: Calcutta's Red Light Kids – Ross Kauffman và Zana Briski - The Story of the Weeping Camel – Luigi Falorni và Byambasuren Davaa - Super Size Me – Morgan Spurlock - Tupac: Resurrection – Lauren Lazin và Karolyn Ali - Twist of Faith – Kirby Dick và Eddie Schmidt              | - Mighty Times: The Children's March – Robert Hudson và Robert Houston - Autism is a World – Gerardine Wurzburg - The Children of Leningradsky – Hanna Polak và Andrzej Celinski - Hardwood – Hubert Davis và Erin Faith Young - Sister Rose's Passion – Oren Jacoby và Steve Kalafer |
| Phim ngắn hay nhất | Phim hoạt hình ngắn hay nhất |
| - Wasp – Andrea Arnold - Everything in This Country Must – Gary McKendry - Little Terrorist – Ashvin Kumar - 7:35 in the Morning – Nacho Vigalondo - Two Cars, One Night – Taika Waititi và Ainsley Gardiner                                                                                           | - Ryan – Chris Landreth - Birthday Boy – Sejong Park và Andrew Gregory - Gopher Broke – Jeff Fowler và Tim Miller - Guard Dog – Bill Plympton - Lorenzo – Mike Gabriel và Baker Bloodworth |
| Nhạc phim hay nhất | Bài hát trong phim hay nhất |
| - Finding Neverland - Jan A. P. Kaczmarek - The Village - James Newton Howard - The Passion of the Christ - John Debney - Harry Potter và tên tù nhân ngục Azkaban - John Williams - Lemony Snicket's A Series of Unfortunate Events - Thomas Newman                                                   | - "Al otro lado del río" - The Motorcycle Diaries – Jorge Drexler - "Learn to Be Lonely" - Bóng ma trong nhà hát – Andrew Lloyd Webber], Charles Hart - "Believe" - The Polar Express – Glen Ballard và Alan Silvestri - "Look to Your Path" - The Chorus – Bruno Coulais, Christophe Barratier - "Accidentally in Love" - Shrek 2 – Adam Duritz, Charles Gillingham, Jim Bogios, David Immergluck, Matt Malley và David Bryson, Adam Duritz và Dan Vickrey]] |
| Biên tập âm thanh xuất sắc nhất | Âm thanh xuất sắc nhất |
| - The Incredibles – Michael Silvers và Randy Thom - Người Nhện 2 – Paul N.J. Ottosson - The Polar Express – Randy Thom và Dennis Leonard | - Ray – Scott Millan]], Greg Orloff, Bob Beemer và Steve Cantamessa - The Incredibles – Randy Thom, Gary Rizzo và Doc Kane - The Aviator – Tom Fleischman và Petur Hliddal - Người Nhện 2 – Kevin O'Connell, Greg P. Russell, Jeffrey J. Haboush và Joseph Geisinger - The Polar Express – Randy Thom, Tom Johnson, Dennis S. SandsWilliam B. Kaplan |
| Chỉ đạo nghệ thuật xuất sắc nhất | Quay phim xuất sắc nhất |
| - The Aviator – Dante Ferretti và Francesca Lo Schiavo - Cuộc đính hôn lâu dài – Aline Bonetto - Bóng ma trong nhà hát – Anthony D. G. Pratt và Celia Bobak - Finding Neverland – Gemma Jackson và Trisha Edwards - Lemony Snicket's A Series of Unfortunate Events – Rick Heinrichs và Cheryl Carasik | - The Aviator – Robert Richardson - Cuộc đính hôn lâu dài – Bruno Delbonnel - The Passion of the Christ – Caleb Deschanel - Bóng ma trong nhà hát – John Mathieson - House of Flying Daggers – Zhao Xiaoding |
| Hóa trang xuất sắc nhất | Thiết kế trang phục xuất sắc nhất |
| - Lemony Snicket's A Series of Unfortunate Events – Valli O'Reilly và Bill Corso - The Passion of the Christ – Keith Vanderlaan và Christien Tinsley - The Sea Inside – Jo Allen và Manolo García | - The Aviator – Sandy Powell - Finding Neverland – Alexandra Byrne - Troy – Bob Ringwood - Lemony Snicket's A Series of Unfortunate Events – Colleen Atwood - Ray – Sharen Davis |
| Biên tập xuất sắc nhất | Hiệu ứng xuất sắc nhất |
| - The Aviator – Thelma Schoonmaker - Collateral – Jim Miller và Paul Rubell - Cô gái triệu đô – Joel Cox - Finding Neverland – Matt Chesse - Ray – Paul Hirsch | - Người Nhện 2 – John Dykstra, Scott Stokdyk, Anthony LaMolinara và John Frazier - I, Robot – John Nelson, Andrew R. Jones, Erik Nash và Joe Letteri - Harry Potter và tên tù nhân ngục Azkaban – Roger Guyett, Tim Burke, John Richardson và Bill George |

- Giải Oscar nhân đạo: Sidney Lumet

## Phim nhiều đề cử và giải thưởng
| Số đề cử | Phim                                            |
| -------- | ----------------------------------------------- |
| 11       | The Aviator                                     |
| 7        | Finding Neverland                               |
| 7        | Cô gái triệu đô                                 |
| 6        | Ray                                             |
| 5        | Sideways                                        |
| 4        | The Incredibles                                 |
| 4        | Lemony Snicket's A Series of Unfortunate Events |
| 3        | Hotel Rwanda                                    |
| 3        | The Passion of the Christ                       |
| 3        | Bóng ma trong nhà hát                           |
| 3        | The Polar Express                               |
| 3        | Người Nhện 2                                    |
| 3        | Vera Drake                                      |
| 2        | The Chorus                                      |
| 2        | Closer                                          |
| 2        | Collateral                                      |
| 2        | Eternal Sunshine of the Spotless Mind           |
| 2        | Harry Potter và tên tù nhân ngục Azkaban        |
| 2        | The Motorcycle Diaries                          |
| 2        | The Sea Inside                                  |
| 2        | Shrek 2                                         |
| 2        | Cuộc đính hôn lâu dài                           |

| Số giải thưởng | Phim            |
| -------------- | --------------- |
| 5              | The Aviator     |
| 4              | Cô gái triệu đô |
| 2              | The Incredibles |
| 2              | Ray             |